# 鳥売りの女 (メツーの絵画)
『鳥売りの女』（とりうりのおんな、独: Die Geflügelverkäuferin、英: The Poultry Woman）は、17世紀オランダ黄金時代の画家ハブリエル・メツーが1662年にオーク板上に油彩で制作した風俗画である。画面右側中央のポスターに画家の署名と制作年が記されている。作品は現在、ドレスデンのアルテ・マイスター絵画館に所蔵されている。

## 作品
市場や厨房を描いた作品は元来フランドル絵画に由来し、とりわけ16世紀のピーテル・アールツェンやヨアヒム・ブーケラールと関連づけられる。同じオランダの静物画家たちとは別に、ヘラルト・ドウなどライデンの精緻派の画家たちは、フランドルの風俗画を小品として復活させた。そうした絵画では、市場の品々が小規模とはいえ最大限に表された。

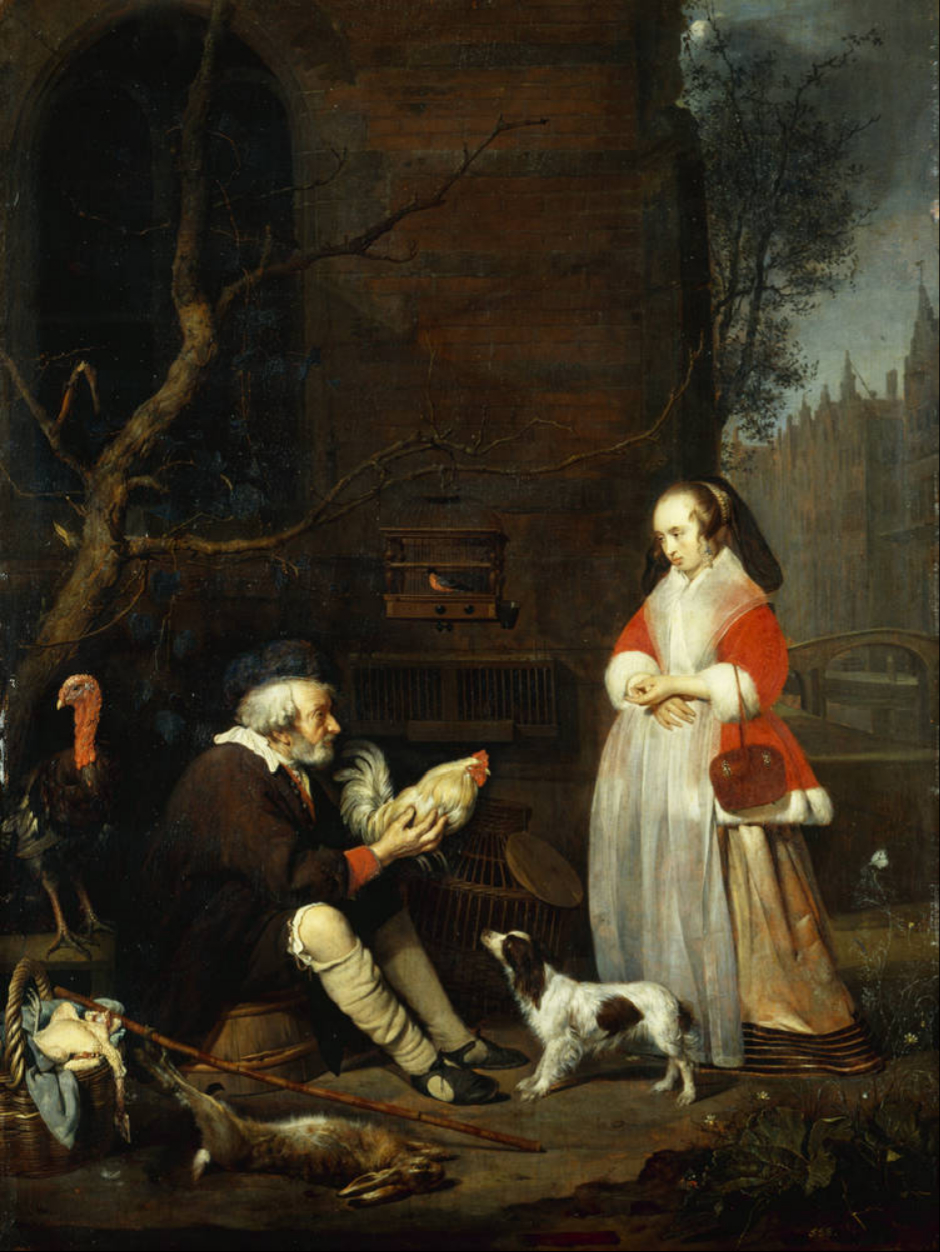
ハブリエル・メツー『鳥売りの男』 (1662年)、アルテ・マイスター絵画館、ドレスデン

この絵画は市場の場面を表している。若い女性が羽をむしった鶏肉を持っている。黒服の老女は売春仲介人を思わせ、「肉」の値段の交渉は別の取引を指しているのかもしれない。老人の男は2人の女性には目もくれず、長いパイプを吸いながら傍らに座っている。
本作は、同じくアルテ・マイスター絵画館に所蔵されている『鳥売りの男』と大きさと制作年が同じであり、その類似性からメツーにより対作品として扱われた可能性が十分にある。本作は村を舞台に主人公を女性にしている一方、『鳥売りの男』は町を舞台に男性を主人公にしている。どちらの作品でも、画面の端から中央にかけて長い枝を伸ばしている枯れ木が見える。プリニウスの『博物誌』によれば、これは堕落した女性との交際や不道徳な恋愛への警告である。両作品の枯れ木の下には、片膝をむき出しにしている老人が座っている。彼は身だしなみに気を遣っていないことから、おそらくこれは道徳の欠如を示しているのであろう。なお、両作品に登場する犬は同じスパニエル犬である。
メツーは複数の意味に解釈できる多義的な情景を描くことで知られており、そうした作品では「日常」の情景の背後に、真実の、時に衝撃的な意味が隠されている。しかし、そうした道徳的なメッセージはユーモラスな方法で伝えられている。